# 日本の女性専用車両
日本の女性専用車両（にほんのじょせいせんようしゃりょう）では、世界各国の女性専用車両およびそのシステム・サービスのうち、日本の公共交通機関のものについて詳述する。

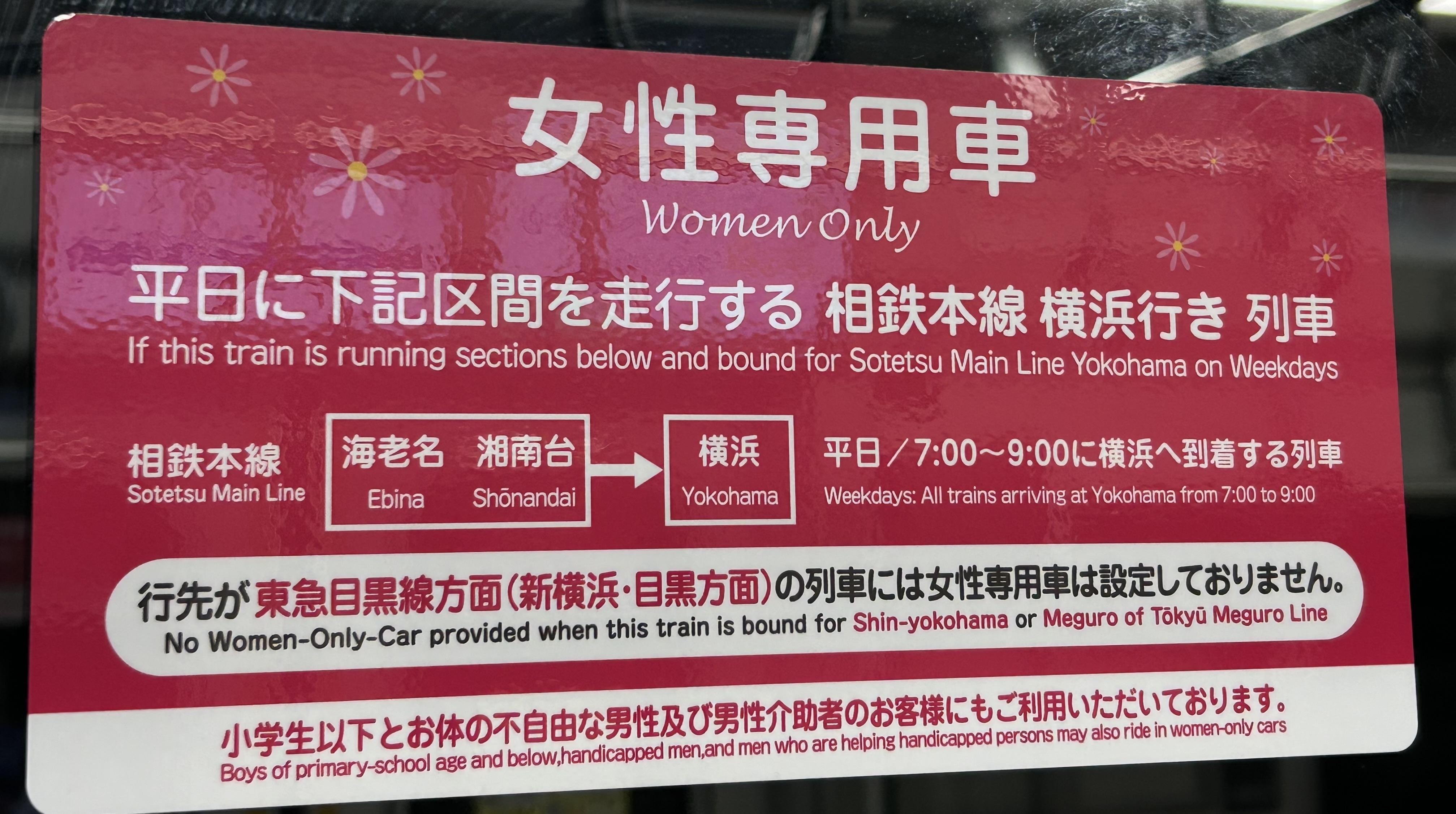
女性専用車を示すステッカー（相鉄21000系電車）

日本では関東地方や近畿地方などの大都市圏の鉄道を中心に導入されている。その目的として、国土交通省や日本民営鉄道協会は鉄道車両内における痴漢などの犯罪防止を挙げている。
なお、東日本では「女性専用車」という名称が、西日本では「女性専用車両」という名称が使われる傾向にあるが、両者に大きな違いはなく本質的には同じものである。以下では「女性専用車」および「女性専用車両」が混在している箇所がある。

## 歴史

### 戦前

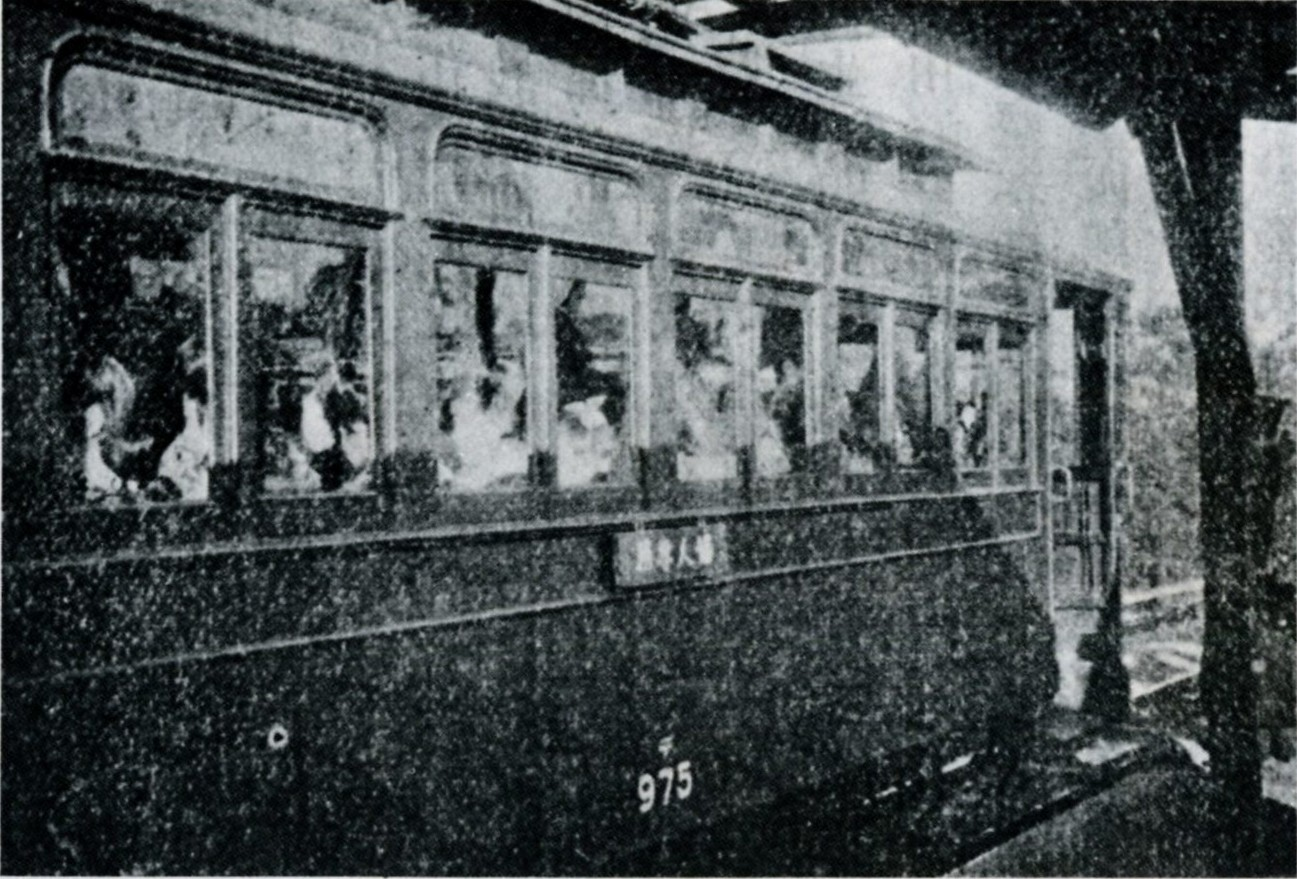
表示板付きの中央線の婦人専用電車 車両はデ963形（1912年）

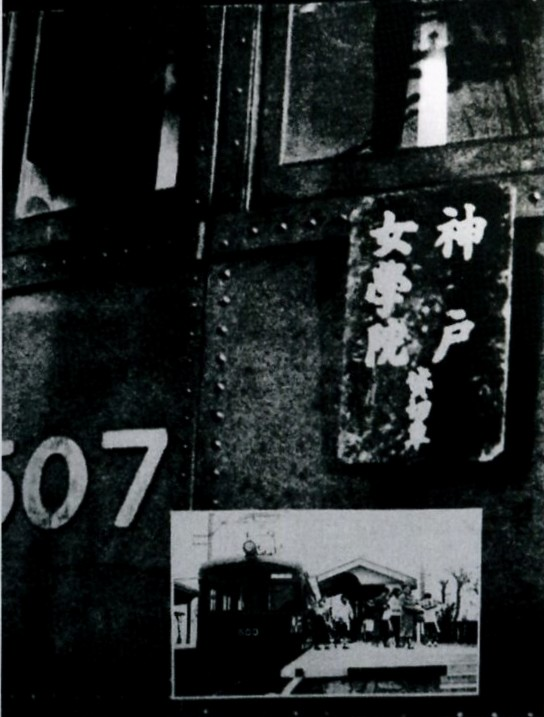
戦前の阪急の神戸女学院貸切車

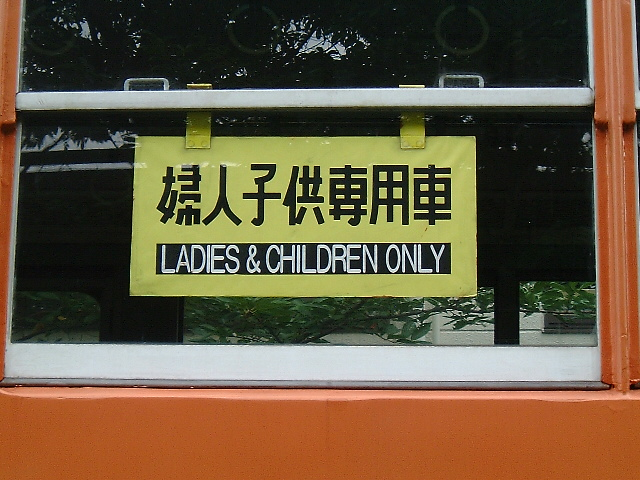
国鉄時代の中央線で使用された婦人子供専用車の表示板

日本における女性専用車両は、1912年（明治45年）1月31日に当時の東京府の中央線で朝夕の通勤・通学ラッシュ時間帯に登場した「婦人専用電車」が最初とされている。この「婦人専用電車」の導入は、女学生が痴漢に遭うという話を聞きつけた乃木希典学習院院長が、上野駅の駅長に進言して導入されたといわれることもあるが、当時の新聞記事には以下のような記事が掲載されている。
関西地方では1920年10月、大戦景気の余韻を買って神戸市電が買い物客を誘致するために「御婦人専用電車」を運行し、兵庫駅-熊内間で3両・春日野-平野間で2両造花やリボンなどで飾り立てた専用車を設けて5日間で約62,000名の乗車が記録されたものの大型ボギー車の導入で混雑が緩和された事もありこの年限りで姿を消した。また、阪神急行電鉄（阪急）では1933年（昭和8年）の神戸女学院の神戸から西宮への移転と同時に、女学生の風紀を守るためとして、今津線門戸厄神駅まで神戸から直通する神戸女学院貸切車（1両編成）が通学時間帯に一日に2本運行されたが、1937年（昭和12年）頃に廃止された。
太平洋戦争中には、1941年（昭和16年）ごろに鶴見線に女性工員専用車が、1942年（昭和17年）11月25日から大阪市電木津川線と北泉尾線で婦人専用列車を運行を開始したほか、軍港である舞鶴港最寄りの中舞鶴線で見送りや面会の婦人専用列車が運行された。

### 戦後
太平洋戦争後には、乗車率が300%にも及ぶ過密状態であったため、1946年（昭和21年）には中央線の東中野駅付近で乗客が走行中の電車のドアから神田川に転落して死亡する事故が起きた。こうした殺人的通勤ラッシュから子供と働く女性を守る目的から、1947年（昭和22年）5月に中央線の朝のラッシュ時間帯に「婦人子供専用車」が登場し、同年9月からは京浜東北線にも連結された。しかし、京浜東北線の「婦人子供専用車」は利用率が低く1953年（昭和28年）に廃止され、中央線では朝の通勤・通学ラッシュ時間帯での運行が継続されていたものの、下り列車は1956年（昭和31年）に廃止された。上り列車の「婦人子供専用車」は、1973年（昭和48年）9月15日（当時の敬老の日）より導入された「シルバーシート」（優先席）と入れ替わる形で前日の14日をもって廃止された。なお、中央線と京浜東北線には進駐軍関係者のための専用車を格下げして「老幼専用車」が1957年（昭和32年）6月より設定されたことがあるが、中央線は1958年（昭和33年）11月、京浜東北線は1961年11月に廃止されている。このほか、宇品線でも女子専用車が運行されたほか、東武東上線で1959年、札幌市電でも同年から婦人子供専用車を導入した。

### 2000年代
この頃になると、車内における迷惑行為や痴漢行為が社会問題として大きく取り上げられ、明瞭な犯罪として意識されるようになった。このような状況を背景に、女性が安心して乗車できることを目的として女性専用を謳った車両が導入され始めることになる。
1988年には起きた痴漢を注意された男2人による逆恨みに起因するレイプ事件である地下鉄御堂筋事件が起こり、この事件を契機として発足した「性暴力を許さない女の会」が「痴漢のいない電車に乗りたい！」1995年に報告書をとりまとめた。それまで男性の「文化」や「娯楽」として週刊誌に取り上げられ女性が自衛すべきものとしてきた痴漢が社会問題化した。
2000年12月、京王電鉄京王線で平日深夜帯に新宿駅を発車する下りの臨時列車（急行・通勤快速）の最後部の車両に「女性専用車両」の名で試験的に導入した。翌2001年3月のダイヤ改正で女性専用車両が本格導入となり、以後は他の鉄道事業者においても徐々に導入が広がり始める。国土交通省は2002年にアンケート調査と関西地方での試験運行を行い、導入に対し肯定的な意見が多かったため、導入を推奨した。以後、2005年頃までは導入が相次いだのは関西地方だった。
首都圏では鉄道各社と警視庁と東京都が「駅構内・電車内等公共空間における反社会的行為等の防止に関する協議会」を2004年7月に組織し、検討作業を進めていた。しかし、混雑との兼ね合いなどから「大阪との混雑度の違い」をほのめかし導入に二の足を踏む事業者も見られた。一方、行政側は推進に積極的で、2005年1月には警視庁が女性専用車両導入の要請を行った。
国土交通省は「女性等に配慮した車両の導入促進に関する協議会」を鉄道局に設置し、同年3月7日に第1回の会合を開催し、同省より鉄道各社に設置の要請を行った。同月28日には第2回の会合を開き、第1回での要請を受けて各社が導入・拡充を決めた。これにより、2005年5月9日から多くの路線で新規導入と設定範囲の拡充が図られた。これに呼応する形で、関東の鉄道各社もキャンペーンを行った。

## 法律・規則
女性専用車両の制度について、国土交通省は「現行の女性専用車両に、鉄道営業法34条2号の適用は想定していません。女性専用車両は、鉄道事業者が輸送サービスの一環として実施しているもの。法的な強制力はありませんが、利用者のご理解とご協力のもとで成り立っています」としている。長谷川裕雅弁護士は「鉄道営業法第34条の『婦人の為に設けたる待合室及車室等』は女性専用車両よりもっと厳格な排他的領域を想定していると考えられている」と解説している。大阪高裁でも同様の判断が示されている（後述）。
大阪市交通局（現：大阪市高速電気軌道、Osaka Metro）と横浜市交通局は自社公式サイトで鉄道事業者が乗客に任意協力を求めているものであると述べている。名古屋市では「名古屋市交通局は鉄道営業法34条2号の適用を考えていない」と報告書の中で述べている。
鉄道事業者の多くでは、小学生以下の男児及び障害者とその介助者の男性も利用できるとしている。西武鉄道ではこれに加えて「小学生以下の児童（男女とも）とともに乗車する男性の保護者」も利用可能としている。名古屋市交通局では女性が同行する場合は利用可能としている。

### 判例

#### 東京地方裁判所
女性専用車両内で抗議を行っていた男性客が、鉄道警察隊に退出を要求されたことは不当であると訴えた裁判では、請求が棄却された。判決では、原告らの言動によって車内が騒然としていたことから、トラブル防止・秩序維持のために適切な行為であったという判断が示された。概略は以下の通り。
2008年6月27日に、「女性専用車両に反対する会」に所属する男性5人が、女性専用車両の設置に抗議する目的で、秋葉原駅からつくばエクスプレスの女性専用車両（以下、本件車両）に乗車した。この乗車は、あらかじめ「平成20年6月27日午後8時に、JR秋葉原駅に集合。」などと書かれたパンフレットにより周知されていた。このため、運行会社から相談を受けた警視庁鉄道警察隊が、隊員9名を同日19時頃から秋葉原駅に派遣していた。男性5名が本件車両に乗車したことを受け、隊員らも本件車両に乗車し、男性5人に対して移動または降車を求めた。この時の隊員らの言動に対して、除名された元正会員の男性と知人男性の2名は2011年10月13日「国家賠償法1条1項の違法な行為に該当する」として東京地方裁判所に対して提訴した。
本裁判では「鉄警隊員らによる違法行為の有無」と「消滅時効の成否」の2つが争点となった。特に前者についての裁判所の判断は以下の通り。

#### 大阪地方裁判所・大阪高等裁判所
JR西日本が女性専用車両を導入した際の裁判では、女性専用車両の導入は男性客に女性専用車両に乗ることを控える義務を負わせるものではない前提で実施されるとして、鉄道営業法第34条2号は適用されず、日本国憲法第14条1項に違反しないという判断が示された。また、その後の控訴審でも同様の判断が示された。

## 女性専用車両に対する意見

### 調査・統計
2000年代の女性専用車両導入に関連したアンケートで最も古いものは、京王電鉄が2000年に行ったものとなる。調査規模としては、2002年に行われた国土交通省の「拡大モデル調査」関係が最も大きく、専用車の試行や意見聴取も多様な手法が使われている。2004年の公明党の調査によると、20代から30代までの女性の6割位が痴漢被害を受けているとのアンケートの結果が出ている。2005年の「駅探」のアンケート調査によると、女性の9割、男性の6割、全体で78%が女性専用車両に賛成している。同年から2006年にかけての札幌市交通局の調査では「ご意見コーナー」へ寄せられた意見のうち、男性65%、女性35%、全体の56%が反対している。産経新聞社が2009年5月に行った調査によると、三分の二の人間が女性専用車両は痴漢対策に役立つと回答したものの、性差別と感じる意見や女性専用車両の存在が利用上の不便さを感じるという意見も約6割存在することが明らかとなった。他にも実施主体や調査方法・地域が異なる様々な調査が実施されている。
東京都の場合、警視庁生活安全部が総合対策資料として電車車両内における卑猥行為の統計を持っており、2000年度は1,854件を記録している。一方、電車の内外を問わずまとめられた卑猥行為の統計「迷惑防止条例違反の送致状況」では、2001年は2,057件となっている。また東京都によると、2004年に都内の電車内において痴漢や盗撮行為が検挙された件数は、1996年の約3倍に相当する2,201件に増加しており、被害者の約半数が未成年者だとしている。

### アンケート調査
- 2003年8月11日から9月15日にかけて国土交通省九州運輸局が天神大牟田線の利用者2,246人（男性31%、女性69%）を対象に実施したアンケートでは「女性専用車両に賛成ですか」という質問に対して[2]、
  - 全体：賛成80%、反対11%、わからない9%
  - 男性：賛成65%、反対24%、わからない11%
  - 女性：賛成85%、反対6%、わからない9%
- 2009年7月10日から15日にかけてアイシェアが男女543人（男性57.5%、女性42.5%）に対して実施したアンケートでは[59][60]、
  - 「女性専用車両は必要だと思いますか?」という質問に対して全体の54.0%（男性49.5%、女性60.2%）が「必要だと思う」、全体の16.6%（男性23.1%、女性7.8%）が「必要だと思わない」と回答した。
  - 「男性専用車両は必要と思うか」という質問に対しては、全体の40.3%（男性39.1%、女性42.0%）が「必要だと思う」、全体の23.8%（男性30.1%、女性15.2%）が「必要だと思わない」と回答した。

### 痴漢対策
国土交通省や日本民営鉄道協会は、女性専用車を導入する目的として鉄道車両内における痴漢などの犯罪防止を挙げている。警視庁は痴漢対策について「電車内では狭い空間に多くの人が密集するという場所的特殊性から発生が多くなっている」と述べ、痴漢と鉄道との関連性を説明している。導入効果については、痴漢犯罪は全体としては減少傾向にある。しかし、一部の列車種別の列車のみに導入した場合、未導入の列車では痴漢被害相談が継続している。車両の運用については拡大モデル調査でケース別に検討所見があり、導入に積極的な事業者でも試行錯誤が続いている。
混雑とも関わることだが、女性専用車両の導入はあくまで次善策に過ぎず、ラッシュ時の混雑緩和こそが根本的な痴漢対策だとする意見がある。しかし、混雑緩和には相応のコストを必要とし、運賃の値上げや増便による沿線環境への影響などの社会的負担について、乗客や住民の同意が得られるかどうかの課題がある。このため、仮に女性専用車両を廃止した場合に代替となる痴漢対策を講じられない状況にある。時間帯別については、京王電鉄によると、痴漢の発生率が最も高い時間帯は朝ラッシュ時間帯で、深夜、夕方ラッシュ時、昼間時間帯の順となり、国土交通省の拡大モデル調査においてもラッシュ時を重視する所見が見られる。
また、痴漢被害を受けた際に恐怖心や大きなショック・不快感などを受ける女性や、同一人物から繰返し痴漢に遭う、集団痴漢などといったケース、咎めた側が返り討ちに遭うケースなどがある。そのため、女性専用車両が「緊急避難場所」や「駆け込み寺」としての防衛的機能を果たしているとする意見もある。例えば、国土交通省の拡大モデル調査報告書では「痴漢被害の根本的解決策ではないが、痴漢被害を減らす効果は期待でき、痴漢の回避手段がなかった女性にとっては女性専用車両の利用は有効な痴漢被害防止策であるとの考えのもと実施した」と述べている。女性専用車両がなかった時代、こうした被害者は心理的にも物理的にも安全な逃げ場がなかったため、導入による安心感も挙げられている。また、京王電鉄によれば、上記のように深夜は2番目に発生率が高いが、帰宅時間帯であるため、被害者が泣き寝入りするケースが多かったという。

### 混雑
国土交通省の拡大モデル調査では、試験結果を受けて路線の状況や時間帯での運用方法についても議論が行われていたが、東急東横線などのように導入を行ったものの、混雑悪化などを理由として設定を縮小・変更したケースが存在する。
心理学者の多湖輝によると、日本人で行った狭所への詰め込みの実験では、男性同士や女性同士よりも、男女混合で詰め込んだほうが密度をより高く詰め込めるという結果がある。しかし、混雑率は乗車位置や大型駅の構造などにより大きく変化し、「平均混雑率」だけで十分に把握できるものではない（詳細は定員#混雑率・乗車率を参照）ため、女性専用車両の設定は各社・各路線ごとに異なる。小田急電鉄は2006年、車内に分散乗車への啓発ポスターを掲示しており、その中で編成中の各車の混雑率の傾向が示され、車両により大きな開きがあることを伝えている。同社は、そのポスター内で最も混雑率が低くなると示す先頭車両を女性専用車両として指定している。

### 利便性
女性専用車両に隣接する車両が混み合うという不満が出されている路線や区間もあることから、男性を中心にして不満を感じているという意見が見られる。横浜市営地下鉄ブルーラインなど編成の中央部に女性専用車両を配置している路線では、男性客の通過を遠慮するよう掲示しており、他の車両に移動する際に車外を回らないといけない場合がある。
路線ごとに車両位置や時間帯が異なることで、女性専用車両の利用を望む女性客からも分かりづらいと批判されることがある。先頭又は最後尾が女性専用車両となる路線では、乗り換えの不便さや降車駅改札までの遠さなどを理由に乗車しない女性客もおり、比較的空いていることを期待して利用する回答がある。

### 障害者の利用
女性専用車両を男児及び障害者の男性も利用できるとしている鉄道事業者が多いが（関東の各社とJR西日本・Osaka Metro・北大阪急行電鉄）、一部の事業者を除き、それを明示しないことや「女性専用」という名称のために、一般には認知度が低い。このため、男性視覚障害者が女性専用車両と知らずに足を踏み入れ、冷たい言葉を投げ掛けられる例が報告されており、視覚障害者が乗車車両を変更する訓練を行わなくてはならない場合もある。また、男児や身体障害者とその介助者が単独で乗車できない事業者、条件付きで男性の利用を認めている事業者もあるなど（主に西日本地区）、鉄道事業者間での統一がなされていない。
特に関西地区において、関東地方に比べて障害者の男性が女性専用車両を利用できることの告知が十分でなく、大きな負担となっているとの行政相談が総務省近畿管区行政評価局に寄せられ、同局が近畿運輸局に対し、2016年（平成28年）2月25日に「障がいを有する男性及び男性介助者等の「女性専用車両」などに起因する身体的・精神的な負担軽減を図るため、必要な対応を行うこと」のあっせんが行われた。これにより、関西地区の事業者の多くが男児及び障害者の男性の単独利用を認めるようになった。その後も名古屋市交通局と西日本鉄道については男児及び障害者の男性の単独利用を認めていなかったが、西日本鉄道においては現在は認めている。
なお、2005年に週刊誌が行ったアンケート取材によると、性同一性障害者などの身体的には女性でない人の乗車については、回答のあった鉄道会社からはすべて「自己申告で乗車できる」との見解が示されている。

### 反対運動

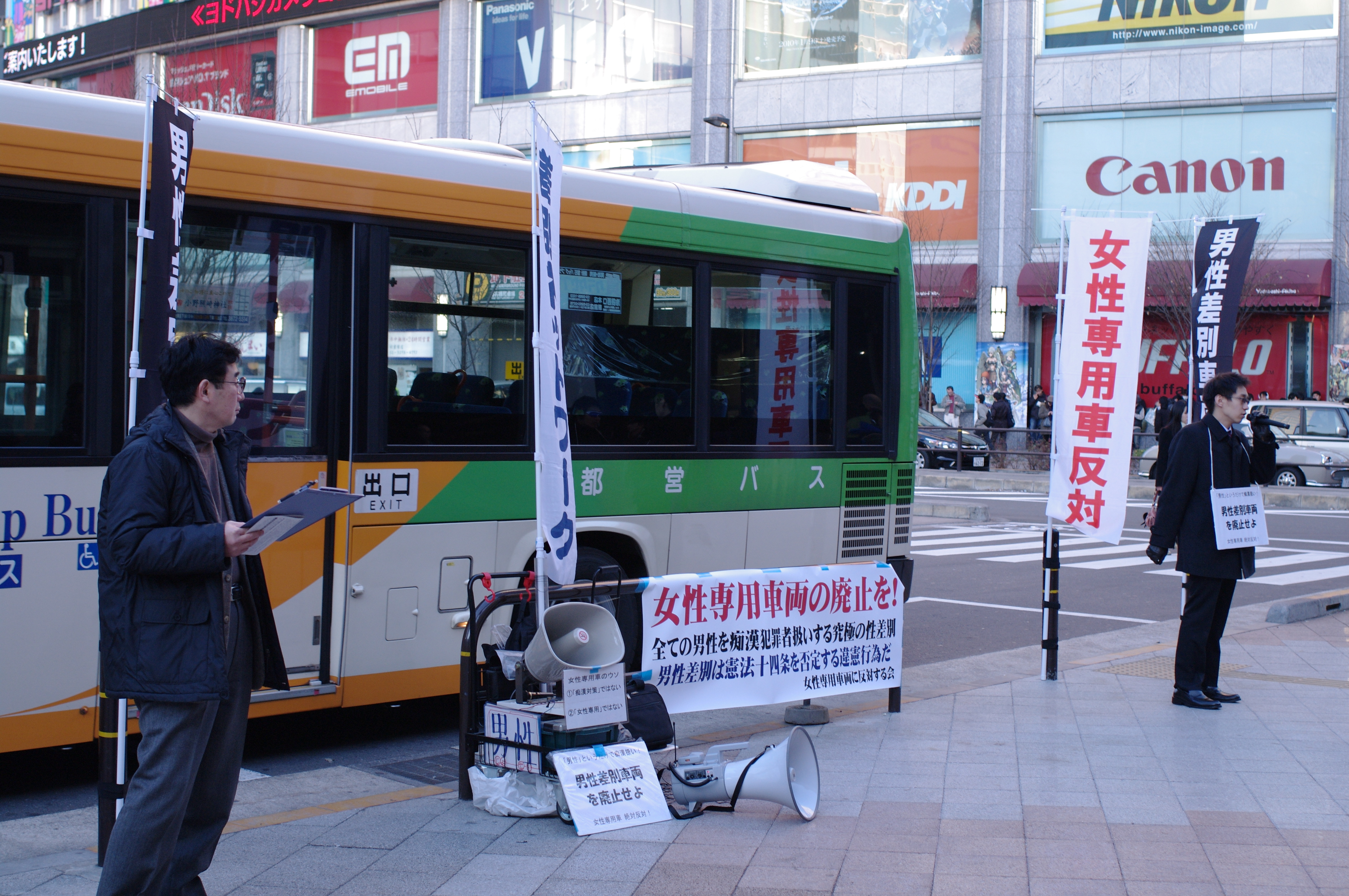
女性専用車両に反対する会の街頭演説（秋葉原駅前広場、2010年1月10日）

女性専用車両に反対する者の中には、男性が「形骸化促進乗車」や「任意確認乗車」などと称して意図的に女性専用車両へ乗車し、抗議や鉄道会社・利用者へのアピールを図る事例もある。この抗議活動に関しては、2004年に女性専用車両に反対する男性が、JR西日本に対して女性専用車両の存在についての違法性を問う訴訟を起こしたが、大阪地方裁判所では、男性乗客に女性専用車両に乗ることを控える義務を負わせるものではないという判断がなされ、大阪高等裁判所での控訴審でも、女性専用車両の導入は、乗客の任意の協力の下でのみ実施されることが予定されていることが認められるという判断がなされている（前述）。
しかし、その後も女性専用車両をめぐる事件・トラブルが発生している。
- 2008年6月27日 - 「女性専用車両に反対する会」に所属する男性5人が[注釈 7]、女性専用車両の設置に抗議する目的で秋葉原駅から首都圏新都市鉄道つくばエクスプレスの女性専用車両に乗車。警視庁鉄道警察隊が出動する事態となった（前述）。
- 2010年3月26日 - 「女性専用車両に反対する会」に所属する男性が「女性専用車両から無理やり追い出したら刑法●条に違反します」と書かれたカードを首に掲げて京王線の女性専用車両に乗車。女性客とトラブルになった末に電車が緊急停車する騒ぎとなった[79]。
- 2017年3月 - 名古屋市営地下鉄東山線の約20駅と名古屋市交通局に「女性専用車両を廃止しろ」という内容の脅迫文と、ガソリンとみられる少量の液体が入った容器が郵送で届いた[81]。
- 2018年2月16日午前8時40分頃 - 「差別ネットワーク」に所属する男性3人が、国会議事堂前駅から東京メトロ千代田線の女性専用車両に乗車。駅員らが降車するよう説得したが男性らは応じず、列車はしばらく停車した後男性らを乗せたまま出発し、男性らは3駅先の表参道駅で降車した。この騒動の影響により千代田線で最大約15分の遅延が生じた[82]。また、5日後の22日にも京浜東北線で同様のトラブルが起きていた[83]。

## 各事業者の状況
かつては、東武鉄道のように要望の少なさを挙げたり、東京地下鉄のように混雑均等化を挙げたりして、導入に消極的な事業者が存在した。交通新聞に対してコメントした事業者の指摘した問題点としては、通勤客が乗降駅の階段に集中する朝ラッシュでは混雑の平準化が損なわれること、保有編成が多く特定車両を専用車に指定しづらいこと、相互直通運転を行っている路線での車両位置の調整が難しいこと、などが挙げられていた。事業者の中では導入に積極的であった京王電鉄も、混雑の激しいことや単独実施の困難性から2005年の一斉拡充までは朝ラッシュなどでの設定を躊躇した旨を述べている。また、西日本旅客鉄道（JR西日本）は、京阪神の在来線（京阪神緩行線、大阪環状線など）に女性専用車両を導入したが、逆に、これらの線を雁行している列車で女性専用車両の設定のない列車（新快速、快速など）では、痴漢被害が増加した。そのため警察が女性専用車両の導入を要望したものの、JR西日本は編成の多様性を理由に断ったという。また設定を縮小する事業者もある。
ステッカーの大きさも事業者によっては差が見られる。東京急行電鉄と京阪電気鉄道では貫通路の窓の周囲にもステッカーを複数枚貼付して強調している。京浜急行電鉄はホームに貼付するステッカーを他社に比べて小さいものを使用している。京成電鉄と京浜急行電鉄および阪神電気鉄道では車両の掲示を女性専用車両を実施する時間帯に限り掲出し、終了したら外すということを行っている。一方で、近畿日本鉄道や西日本鉄道のように、編成の都合で駅側にしか案内がない場合もある。
なお、東日本側の事業者はステッカーを窓ガラスに、西日本側の事業者は車体（戸袋部分）に貼り付けていることが多い（これは弱冷房車の事例と真逆である）が、神戸市交通局のように両方に貼り付けている事業者も存在する。
一方で、京王電鉄のように痴漢対策に積極的に取り組んでいることをアピールする事業者もある。同社は「よくいただくご意見」に痴漢対策を挙げている。また、2005年に関東地方で拡充が行われた際には、長い経験により培ったノウハウがあるという理由で、同業他社から問い合わせが相次いだ。こうした事業者の場合、社会・環境報告書で女性専用車両の導入を記載していることがある。
また、西武鉄道は事業者の中でいち早く女性専用車両限定の広告を企画し、テレビ番組とタイアップして痴漢撲滅のPR電車を運行したことがある。2007年6月の株主総会では痴漢冤罪防止の立場から一部株主が専用車以外の車両へ監視カメラの設置を提案したが、同社は百数十億のコストと混雑時の有効性への疑問を理由に、この時は一旦拒否した。しかしその後、西武鉄道はこれまでの方針を転換し、2023年6月30日に公式に、2026年3月末までを目途に所有全車両に防犯カメラを取り付けることを発表し、順次取付工事を実施している（一部の新造車両では最初から取付を行っている）。

### 導入期の概歴
特記がない限り、実施対象は平日ダイヤである。また、東北地方や中国地方など記述のない地方においては現時点で実施されたことはない。

#### 北海道地方
2007年9月の傷害事件発生後、女性専用車両導入の要望書が提出され、2008年8月18日から9月12日までの間、南北線で女性専用車両の導入実験が行われた。その後、同年12月15日から同線で「女性とこどもの安心車両」という名称で正式に導入されることになった。この際、名称変更された理由は、女性以外の乗車対象者が利用しづらいと感じる恐れがあるからだとしている。ただし、あくまでも任意によるものであり、法的拘束力はないことを明確に示しているため、男性の乗車を拒否されることはない。2009年7月13日には東西線にも導入された（南北線と時期がずれている理由は2009年3月3日までのホームドア全駅設置・4月1日のワンマン運転開始）。ただし、東豊線は4両編成と短いため導入されていない。

#### 関東地方
前述した通り、京王電鉄の京王線においては2000年12月、夜間の一部列車において女性専用車両を試験的に導入させた後、翌2001年3月に本格的に導入された。実施対象列車は新宿駅を22時50分以降に発車する急行・通勤快速・快速である。また、長きにわたり痴漢発生率ワーストワン であった東日本旅客鉄道（JR東日本）の埼京線においても同年7月から平日深夜限定の下り（大宮方面行）で試験的に設定、後に本格導入に至った。2003年3月24日には平日始発から9時までの全列車において横浜市営地下鉄（現名称：横浜市営地下鉄ブルーライン）でも試験的に導入され、同年7月1日から本格導入された。横浜市交通局の発表によると、京王線と同じく肯定的な意見が多かったためとしている。関東地方の鉄道路線で平日朝ラッシュ時間帯に導入された事例は、横浜市営地下鉄が初めてである。
関東地方の鉄道路線において女性専用車両が設定されたのはこれら三路線だけであった上、横浜市営地下鉄を除き深夜時間帯である平日23時以降に限定されていた。多くの事業者・路線では、混雑が隔たりが生じる恐れがあるなどの様々な見解から女性専用車両の運行時間や運行対象路線の拡大、新規導入の動きはなかった。
しかし、2004年12月に警視庁が首都圏の鉄道事業者に対し「女性専用車両の導入率が低い」とし、女性専用車両の導入を各鉄道事業者に要望書を提出した。さらに、公明党が率先して導入を求める署名運動を展開したこと、同時期に国土交通大臣を務めていた同党員である北側一雄も導入に積極的だったことなど、既に前項で述べたような経緯があり、首都圏においても急速に女性専用車両導入が進むことになる。
以下の概略は、特記がない限り平日朝ラッシュ時間帯における導入である。
| 日付            | 出来事 |
| --------------- | --- |
| 2005年04月04日  | JR埼京線、従来の実施時間帯に加えて朝ラッシュ時間帯の大崎方面行にも女性専用車両を追加。乗り入れ先であるりんかい線においても埼京線からの直通電車（新木場行）に導入した。 |
| 2005年05月09日  | 多くの首都圏の鉄道路線に女性専用車両を一斉導入。新たに導入されたのは都営新宿線、西武鉄道（池袋線・新宿線）、東京メトロ半蔵門線、東急田園都市線、東武鉄道（伊勢崎線・日光線・東上線）、小田急電鉄（小田原線・江ノ島線）、京急線、京成線、芝山鉄道線、相模鉄道である。このうち、相模鉄道は22時以降に横浜駅を発車する全列車においても導入された。京王線は従来の実施時間帯に加え、朝ラッシュ時間帯と夕刻の一部列車にも追加導入した。この際、下り線対象列車については実施区間が調布駅までに短縮された（従来は全区間）。 |
| 2005年06月20日  | 東武野田線に導入。 |
| 2005年07月25日  | 平日の終日にわたり東急東横線・みなとみらい線（両者は相互乗り入れ）の特急・通勤特急・急行に全区間導入。首都圏初の終日導入として話題になった。 |
| 2005年09月01日  | 開業間もないつくばエクスプレスに導入。朝ラッシュ時間帯は秋葉原方面行、夕方以降はつくば方面行で実施。 |
| 2005年09月05日  | 前述したJR埼京線に次ぐ痴漢発生率第2位であるJR中央線快速電車の東京行に導入（厳密には再導入・前項参照）。これにより富士急行線・青梅線・八高線の中央線快速直通電車にも導入された。 |
| 2005年010月30日 | 東京メトロ有楽町線の新木場行に導入。これにより東武東上線および西武池袋線内実施列車のうち、有楽町線直通電車にも追加導入される。 |
| 2005年012月05日 | 相模鉄道、夜間実施分の開始時間を22時から18時に繰り上げ。 |
| 2006年03月18日  | 東武伊勢崎線、ダイヤ改正により久喜駅始発の急行にも追加設定。 |
| 2006年03月27日  | 東京メトロ日比谷線・東武伊勢崎線各駅停車（両者は相互乗り入れ）に導入。なお、日比谷線のうち北千住方面行（東急東横線内からの直通を含む）については実施しておらず、北千住方面から東横線に乗り入れる列車も中目黒駅到着をもって女性専用車両の運用を終了する。また、日比谷線に乗り入れない伊勢崎線浅草方面行の各駅停車も対象外である。 |
| 2006年05月15日  | JR常磐線各駅停車上り線・東京メトロ千代田線上下線・小田急線の千代田線直通電車（これらの路線は相互乗り入れ）に導入。 |
| 2006年07月18日  | 東急東横線・みなとみらい線、問題が生じたため昼間の女性専用車両を取り止め（終日設定廃止）ならびに設定車両の変更を実施。 |
| 2006年011月20日 | JR総武線各駅停車上り線（御茶ノ水駅まで）・東京メトロ東西線中野方面行・東葉高速鉄道線西船橋方面行（これらの路線は相互乗り入れ）に導入。なお、東西線のうちJR中央線各駅停車への直通電車は中野駅到着をもって終了となる。 |
| 2006年011月29日 | 東京メトロ東西線、問題が生じたため設定区間を大手町駅までに縮小。 |
| 2006年012月11日 | 都営新宿線、新宿方面行にも追加設定。相互直通運転を実施している京王新線内では実施されず、同線方面直通電車は新宿駅到着をもって設定が解除される。 |
| 2007年03月19日  | JR中央線快速電車の車両置き換えで分割編成の東京方が4両編成から6両編成に変更されたことに伴い、4両編成で乗り入れる富士急行線・青梅線（青梅 - 奥多摩間）・八高線での実施を取りやめ、6両編成で乗り入れる五日市線の中央線快速直通電車に導入。 |
| 2008年06月16日  | 開業間もない東京メトロ副都心線の渋谷行に導入。これにより東武東上線および西武池袋線内実施列車のうち、副都心線直通電車にも追加導入される。 |
| 2010年04月19日  | 京浜東北線・根岸線に導入。諸事情により、先頭車両ではなく3号車の設定となった。 |
| 2013年02月22日  | 京王線においてダイヤ改正に伴い特急の運転が深夜時間帯に拡大されたため、夕方以降の下りでは特急・準特急のみでの実施となる。 |
| 2013年03月18日  | 東急東横線・みなとみらい線、同年3月16日の副都心線への相互直通運転開始に伴い、設定車両を乗り入れ先にあわせて渋谷寄り先頭車（1号車）に変更、実施時間帯を縮小（朝時間帯は短縮・夕時間帯は廃止）、実施列車を各駅停車を含めた全列車に拡大した。これにより、副都心線の和光市方面行きにも導入された（始発駅から池袋駅まで）他、有楽町線、東武東上線、西武池袋線、西武新宿線においても実施される区間や時間帯を変更した。                                                                                                   |
| 2018年03月19日  | 小田急小田原線が同年3月17日のダイヤ改正で東京メトロ千代田線直通の各駅停車を新設したため、千代田線内での設定時間帯に乗り入れる各駅停車にも追加導入される（新宿駅行きの各駅停車については10両編成であっても対象外）。 |
| 2019年03月18日  | 東京メトロ千代田線の北綾瀬駅のホームが10両編成対応に延長されたため、綾瀬 - 北綾瀬間（10両編成のみ）にも追加導入される。 |
| 2019年012月02日 | 相鉄線、同年11月30日の相鉄・JR直通線の開業に伴い、同線に女性専用車両を導入すると共に相鉄線内の設定時間帯を平日朝の上りのみに短縮し、JR埼京線に合わせる形で設定車両を変更。 |
| 2022年03月11日  | 翌日12日のダイヤ改正でJR中央線快速電車において五日市線乗り入れ（土休日の「ホリデー快速あきがわ」を除く）を取りやめたため、五日市線内での実施を終了。 |
| 2022年03月14日  | 前々日12日のダイヤ改正で京王線において特急・準特急の統合と一部列車の種別格下げを行ったため、夕方以降の下りにおける実施種別を特急・急行に変更。 |
| 2022年011月28日 | 前々日26日のダイヤ改正で京急線において朝時間帯の列車の種別を一部見直しため、実施対象を品川駅行きの快特（金沢文庫駅まで特急）・特急に変更（都営浅草線直通の特急は対象外）。 |
| 2023年01月18日  | 平日朝時間帯の都営大江戸線に新規導入。 |
| 2023年03月20日  | 前々日18日の相鉄新横浜線・東急新横浜線開業に伴い、相鉄線において東横線直通列車の設定車両・時間帯を東横線に合わせて変更（1号車・始発から実施し9時30分一斉終了、下り列車は東急線内では実施し新横浜駅で終了）。横浜駅行き列車とJR線直通列車については変更せず、目黒線直通列車では直通先を含めた全区間において実施しない。 |
| 2023年011月27日 | 前々日25日のダイヤ改正で京急線において朝時間帯の列車の種別を一部見直しため、実施対象を品川行きの特急に変更（都営浅草線直通の特急は対象外）。 |

2005年以降に関東地区で急速に普及した女性専用車両においては、小学生以下および身体の不自由な客と、これらの介助を行う客がいずれも男性の場合でも乗車を認めることとなった。横浜市営地下鉄も男性客の単独乗車は認めていなかったが、2007年6月14日から認められるようになった。朝ラッシュ時間帯の混雑が激しい首都圏では、ほとんどの鉄道事業者において女性専用車両の設定位置を最前部、あるいは最後部に設ける傾向がある。
なお、前記した概略のうちJR中央線快速電車と西武新宿線は列車運用における都合により、一部の乗り入れ先における設定を廃止した。
2008年3月30日に開業した横浜市営地下鉄グリーンラインは、車両数が少ないことや、開業当初はラッシュ時間でも痴漢が発生するほど混雑しなかったことから、女性専用車両は設けていない。
一方で、山手線、常磐快速線、東京メトロ銀座線・丸ノ内線など、女性専用車両の導入を見送った路線も少なくない。
また栃木県においてはJR・私鉄ともに唯一女性専用車両の設定路線がない。

#### 東海地方
東海地方のJR東海や名古屋鉄道では、途中駅での分割併合が頻繁に行われていることから車両の運用の都合上、女性専用車両を設定していない（瀬戸線・小牧線は4両編成、築港線は2両編成に統一されているが、車両数が少ないため設定されていない。小牧線に関しては豊田線と同様に直通先の名古屋市交通局（上飯田線・鶴舞線）で導入していないのに合わせている）。近畿圏では女性専用車両を設置している近畿日本鉄道においても、名古屋線区の列車には女性専用車両は設置していない。
2023年現在では、名古屋地区で女性専用車両を導入しているのは名古屋市営地下鉄のみである。名古屋 - 栄間で特に混雑の激しい東山線では平日終日、名城線・名港線では平日朝のみ、それぞれ女性専用車両が導入されている。
なお、名古屋鉄道は大手私鉄で唯一、女性専用車両を導入していない。

#### 近畿地方
関西地区では、京阪電気鉄道の京阪本線と阪急電鉄の京都本線において、国土交通省の実施した女性専用車両路線拡大モデル調査 の対象路線として2002年10月1日からの試行期間を経た上で、同年12月2日より導入された。京阪電鉄では朝ラッシュ時の京都→大阪方面行特急の最後部車両で（その後、女性専用車両導入列車を朝間のK特急に変更し、大阪→京都方面列車の先頭車両にも拡大）、阪急電鉄では京都本線で2ドア車（6300系）を使用する通勤特急・特急の1両を平日のみ終日女性専用車両に設定した。さらに、2008年7月より6300系の置き換えに伴い9300系にも拡大された。その後、2015年3月には宝塚本線、2016年3月には神戸本線 においても朝ラッシュ時の通勤特急に限り設定されたが、2022年12月のダイヤ改正で京都本線では終日実施を取りやめ、神宝線に合わせる形で朝ラッシュ時の通勤特急のみでの実施に縮小された。
2003年を境に、西日本旅客鉄道（JR西日本）やほとんどの大手私鉄・市営地下鉄で、朝ラッシュ時の導入が急速に進んだ。このため、関西圏では女性専用車両の普及度が高い。JR西日本とOsaka Metro御堂筋線と神戸市営地下鉄のように終日にわたり設定されている路線も存在し、中でもJR西日本と神戸市営地下鉄の場合「土曜・休日も含め終日指定」となっている（ダイヤ乱れや沿線でプロ野球などのイベントがある場合に解除されることはある）。JR西日本では2011年4月18日より女性専用車両を全日・終日化を実施した（女性の他に小学6年生以下の男児と身体障害者の男性の単独乗車に加え、その介助者が男性の場合でも乗車を認めるようになった）。
一方、阪神なんば線、京阪中之島線、近鉄南大阪線、京都市営地下鉄などのように一切女性専用車両が設定されていない路線もある。JR西日本でも223系などの近郊形を充当する列車には設定を行っていなかったが、2016年7月以降阪和線では設定対象である6両編成の車両について、103系・205系から225系5100番台への置き換えが開始されたため、同社管内では初めて近郊形への設定が行われることになった他、2021年10月2日からは大和路線などの201系置き換えに伴いこれまで対象外だった221系についても6両編成かつ201系で設定対象だった区間に限り設定対象とされた。
京阪電鉄と阪急電鉄は女性専用車両の設定開始時から、女性の他に小学6年生以下の男児と身体障害者の男性の単独乗車に加え、その介助者が男性の場合でも乗車を認めるようになった。
なお、設定対象となる車両や種別の運転区間の縮小により、JR西日本と阪神電鉄では一部区間での実施を取りやめている。
しかし、京阪神地区では、京阪神緩行線に女性専用車両を導入したものの、逆に痴漢が新快速や快速に流れ込む結果となっている。

#### 四国地方
高松琴平電鉄が2005年（平成17年）の12月2日・9日・16日・22日に一部列車の最後尾車両に試験導入したことがある。

#### 九州地方
西日本鉄道が朝ラッシュ時の混雑の激しい天神大牟田線の 福岡（天神）行きの急行で女性専用車両を導入している。2003年5月26日より試行導入ののち、利用者に対しアンケート調査を行い、同年11月4日に正式導入となった。対象となる列車は、当初は福岡（天神）行き特急・快速急行・急行だったが、快速急行は2010年3月26日を持って種別自体が廃止され、後のダイヤ改正で特急も女性専用車両の対象時間帯には運行されなくなった。なお、同線の女性専用車両は弱冷房車でもある。
一方、JR九州ならびに福岡市地下鉄では過去に導入を検討したものの見送られ、現時点で導入の予定はない（JR九州では過去に夜行特急列車において女性専用席が導入されていたことがあるが、列車そのものが廃止された。ドリームにちりんも参照）。また、JR九州の普通・快速列車は列車により両数が異なり、特定の号車を女性専用車両とすることが難しいため、2019年時点で女性専用車両を導入することはないと公式に表明している。福岡市地下鉄の場合、女性専用車両を設定した場合に他の車両の混雑が悪化し乗降遅延をきたすとの懸念や、空港線がJR筑肥線との直通運転を行っていることから、JR九州と足並みをそろえる必要があるとして女性専用車両の導入には否定的な見解を示している。
2020年9月14日から12月28日までの平日朝時間帯の一部の電車において、熊本市交通局（熊本市電）において試験導入され、2021年1月4日以降は「女性優先車両」として本格導入される。路面電車での導入は全国でも初めてとなる。

### 設定車両での取り組み
女性専用車両を他の車両と見分けやすくするために、設定車両のみをラッピング広告等の車体広告車としているケースがある。
- 大阪市高速電気軌道では、御堂筋線の設定車両（6号車）にキユーピー、労働者派遣事業者、無料求人情報誌などのラッピング広告が施されている（施されていない場合もある）。また、2008年1月1日より女性専用車両の座席に広告を付けた車両も登場した。
- JR東日本は女性専用車両の中づり広告を独占的に利用できる「中づり貸し切り」の販売を2008年度から行っている[112]。

広告の他にも、女性専用車両で以下のような特別な取り組みを行っている。
- 大阪地下鉄では、30000系のうち御堂筋線用編成において、女性専用車両とその他の車両とでLED照明の色合いを変えている[113]。
- JR西日本では、大阪環状線・桜島線（JRゆめ咲線）に導入されている323系において、女性専用車両とその他の車両とでLED照明の色合いを変えている。
- JR東日本の中央線快速・青梅線・五日市線に導入されているE233系は、女性専用車両内及び他の車両の優先席のみ他系列よりも網棚やつり革の高さが低い設計になっている。[114]

## 実施路線一覧

### 鉄道
- 時間帯
  - ■ 毎日、終日にわたり実施
  - ■ 平日、終日にわたり実施
  - ■ 平日、朝ラッシュのみ実施
  - ■ 平日夕方及び夜間のみ実施
  - □：その他（一部時間帯のみ、もしくは複数の時間帯）
  - 始発 - 終了時刻と記載している路線は当該時刻をもって一斉終了
- 男児および障害者の利用
  - ○：男児単独や、障害者・介助者ともに男性である場合も利用可
  - △：男児が女性に同伴される場合と、障害者か介助者の一方が女性である場合のみ利用可

| 事業者名                                          | 路線名                                                                        | 時間帯 | 使用列車 | 設定車両 | 男児および障害者の利用 |
| ------------------------------------------------- | ----------------------------------------------------------------------------- | --- | --- | --- | ---------------------- |
| 札幌市交通局 （札幌市営地下鉄）                   | 南北線                                                                        | 平日始発 - 9時 | 全列車 | 真駒内寄り先頭車両（1号車） | ○                      |
| 札幌市交通局 （札幌市営地下鉄）                   | 東西線                                                                        | 平日始発 - 9時 | 全列車 | 編成中央の車両（4号車） | ○                      |
| 東日本旅客鉄道 （JR東日本） 東京臨海高速鉄道      | 埼京線・川越線・りんかい線                                                    | 平日新宿駅を7時30分 - 9時30分に到着する列車とこの間に運転される大崎駅始発のりんかい線内列車 | 埼京線内上り全列車 ※相鉄線直通列車は大崎駅で終了。 | 新木場・海老名寄り先頭車両（10号車） | ○                      |
| 東日本旅客鉄道 （JR東日本） 東京臨海高速鉄道      | 埼京線・川越線・りんかい線                                                    | 平日新宿駅を23時以降（りんかい線内列車は新木場駅を22時30分以降）に発車する列車 | 埼京線内下り全列車 ※相鉄線からの直通列車は実施なし。 | 新木場・海老名寄り先頭車両（10号車） | ○                      |
| 東日本旅客鉄道 （JR東日本） 東京臨海高速鉄道      | 相鉄・JR直通線（羽沢横浜国大駅→大崎駅）                                       | 平日大崎駅を7時20分 - 9時30分に到着する列車 | 上り全列車 | 新木場・海老名寄り先頭車両（10号車） | ○                      |
| 東日本旅客鉄道 （JR東日本） 東京臨海高速鉄道      | 中央線快速（大月駅→東京駅）・青梅線（青梅駅→立川駅）                          | 平日新宿駅を7時30分 - 9時30分に到着する列車 | 上り快速・通勤特快 ※青梅線内は東京駅行列車のみ実施。 | 東京寄り先頭車両（1号車） | ○                      |
| 東日本旅客鉄道 （JR東日本） 東京臨海高速鉄道      | 常磐線各駅停車（取手駅→綾瀬駅）                                               | 平日綾瀬駅を7時10分 - 9時30分に発車する東京メトロ千代田線直通電車（千代田線内は代々木上原駅まで、9時30分で一斉終了）                                                                                          | 上り全列車 | 代々木上原寄り先頭車両（1号車） | ○                      |
| 東日本旅客鉄道 （JR東日本） 東京臨海高速鉄道      | 総武線各駅停車（千葉駅→御茶ノ水駅）                                           | 平日錦糸町駅を7時20分 - 9時20分に発車する列車とこの間に運転される津田沼駅始発の東京メトロ東西線直通列車 | 西行全列車 ※東京メトロ東西線直通は大手町駅までの実施で9時で一斉終了。 | 御茶ノ水寄り先頭車両（10号車） | ○                      |
| 東日本旅客鉄道 （JR東日本） 東京臨海高速鉄道      | 京浜東北線・根岸線（北行：大船駅→品川駅、南行：大宮駅→東京駅）                | 平日東京駅・品川駅を7時30分 - 9時30分に到着する列車 | 全列車 ※横浜線直通列車は実施なし。 | 大船寄り先頭から3両目の車両（3号車） | ○                      |
| 京王電鉄 東京都交通局 （都営地下鉄） ※            | 京王線・京王新線・高尾線・相模原線・都営新宿線                                | 東行：平日京王線新宿駅・新線新宿駅を7時30分 - 9時30分に到着する列車 西行：平日本八幡駅を7時15分 - 9時に発車する列車                                                                                           | 京王線上り・都営新宿線東行：特急・急行・区間急行（10両編成） 都営新宿線西行：全列車 ※都営新宿線東行では京王線内で実施する10両編成列車のみ実施。 ※都営新宿線西行は新線新宿駅で終了。 | 進行方向の先頭車両（東行：10号車・西行：1号車） | ○                      |
| 京王電鉄 東京都交通局 （都営地下鉄） ※            | 京王線（京王線新宿駅→調布駅）                                                 | 平日京王線新宿駅を18時以降に発車する列車 | 下り特急・急行 ※都営新宿線から直通する急行列車は京王線内でも実施対象外。 | 京王線新宿寄り最後尾（10号車） | ○                      |
| 京王電鉄 東京都交通局 （都営地下鉄） ※            | 都営大江戸線                                                                  | 内回り：平日光が丘駅を7時 - 8時30分に発車する列車 外回り：平日都庁前駅を7時15分 - 8時10分に発車する列車 | 全列車 | 光が丘寄り先頭から5両目の車両（4号車） | ○                      |
| 東京地下鉄 （東京メトロ） 東葉高速鉄道 ※          | 半蔵門線                                                                      | 平日始発 - 9時30分 B線（渋谷方面）列車は押上駅を9時20分迄に発車する電車 | 全列車 ※B線（渋谷方面）列車は渋谷駅で、東武線直通列車は押上駅で終了。 | 進行方向の最後尾車両（A線：10号車・B線：1号車） | ○                      |
| 東京地下鉄 （東京メトロ） 東葉高速鉄道 ※          | 日比谷線                                                                      | 平日北千住駅を7時30分 - 9時に発車する電車（9時で一斉終了） | A線（中目黒方面）列車のみ | 北千住寄り最後尾車両（1号車） | ○                      |
| 東京地下鉄 （東京メトロ） 東葉高速鉄道 ※          | 千代田線                                                                      | 平日綾瀬駅・代々木上原駅を7時10分 - 9時30分に発車する電車（小田急線・常磐線からの直通電車は当該線内も含む、ともに9時30分で一斉終了）                                                                          | 全列車 ※小田急線直通列車は代々木上原駅で、常磐線各駅停車直通列車は綾瀬駅で終了。 ※綾瀬 - 北綾瀬間は10両編成のみ実施。                                                               | 代々木上原寄り先頭車両（1号車） | ○                      |
| 東京地下鉄 （東京メトロ） 東葉高速鉄道 ※          | 東西線・東葉高速線 （東葉勝田台駅→大手町駅）                                  | 平日西船橋駅（妙典駅始発を含む）を6時57分 - 8時57分に発車する電車（総武線各駅停車・東葉高速線からの直通電車は当該線内も含む、ともに9時で一斉終了。東葉高速線からの直通電車は9時に西船橋駅に到着する電車まで） | B線（中野方面）列車のみ | 中野寄り先頭車両（10号車） | ○                      |
| 東京地下鉄 （東京メトロ） 東葉高速鉄道 ※          | 有楽町線                                                                      | 平日始発 - 9時30分 | A線（新木場方面）列車のみ | 和光市寄り先頭車両（1号車） | ○                      |
| 東京地下鉄 （東京メトロ） 東葉高速鉄道 ※          | 副都心線                                                                      | 平日始発 - 9時30分 | 全列車 ※B線（和光市方面）列車は池袋駅で終了。 | 和光市寄り先頭車両（1号車） | ○                      |
| 東武鉄道 ※                                        | 伊勢崎線・日光線（館林駅・南栗橋駅→北千住駅間）                               | 平日北千住駅を7時30分 - 9時に到着する列車 | 上り区間急行（8両編成） | 館林・南栗橋寄り最後尾車両（1号車） | ○                      |
| 東武鉄道 ※                                        | 伊勢崎線・日光線（久喜駅・南栗橋駅→押上駅→渋谷駅 東京メトロ半蔵門線直通列車） | 平日押上駅を9時20分迄に到着する列車 | 上り急行・準急 ※東京メトロ半蔵門線渋谷駅で終了。 | 館林・南栗橋寄り最後尾車両（1号車） | ○                      |
| 東武鉄道 ※                                        | 伊勢崎線（東武動物公園駅→北千住駅→中目黒間 東京メトロ日比谷線直通列車）       | 平日北千住駅を7時30分 - 9時に到着する列車 | 上り東京メトロ日比谷線直通列車 | 館林・南栗橋寄り最後尾車両（1号車） | ○                      |
| 東武鉄道 ※                                        | 東上線（小川町駅→和光市駅・池袋駅）                                           | 平日池袋駅を7時20分 - 9時30分に到着する列車及び和光市駅を9時30分迄に到着する東京メトロ有楽町線・副都心線直通列車                                                                                              | 上り急行・準急及び東京メトロ有楽町線・副都心線直通列車 | 小川町寄り最後尾車両（1号車） | ○                      |
| 東武鉄道 ※                                        | 野田線                                                                        | 平日始発 - 9時 | 全列車 | 柏寄り先頭車両 | ○                      |
| 西武鉄道 ※                                        | 池袋線（飯能駅→池袋駅）・西武有楽町線                                         | 平日池袋駅を7時20分 - 9時30分に到着する列車及び小竹向原駅を9時30分迄に到着・発車する東京メトロ有楽町線・副都心線直通列車                                                                                      | 上り快速急行・急行・通勤急行・快速・準急・通勤準急（10両編成）と東京メトロ有楽町線・副都心線直通列車                                                                                | 飯能寄り最後尾車両（1号車） | ○                      |
| 西武鉄道 ※                                        | 新宿線・拝島線（本川越駅・拝島駅→西武新宿駅）                                 | 平日西武新宿駅を7時20分 - 9時30分に到着する列車 | 上り急行・通勤急行・準急（10両編成） | 西武新宿寄り先頭車両（1号車） | ○                      |
| 京成電鉄 芝山鉄道 ※                               | 本線・東成田線・芝山鉄道線（芝山千代田駅→東成田駅→京成成田駅→京成上野駅）     | 平日京成船橋駅を7時20分 - 8時30分に到着する列車 | 京成上野駅行通勤特急 | 芝山千代田寄り最後尾車両（1号車） | ○                      |
| 小田急電鉄 ※                                      | 小田原線・江ノ島線・多摩線（小田原駅・藤沢駅・唐木田駅→代々木上原駅・新宿駅） | 平日新宿駅を7時30分 - 9時30分に到着する列車及び代々木上原駅を7時10分 - 9時30分に到着・発車する東京メトロ千代田線直通列車                                                                                      | 上り快速急行・急行・通勤急行（10両編成）と東京メトロ千代田線直通列車 | 小田原・藤沢・唐木田寄り最後尾車両（1号車） | ○                      |
| 東急電鉄 横浜高速鉄道 ※                           | 東横線・みなとみらい線・東急新横浜線                                          | 平日始発 - 9時30分 | 全列車（東急新横浜線内は10両編成のみ） | 渋谷寄り先頭車両（1号車） | ○                      |
| 東急電鉄 横浜高速鉄道 ※                           | 田園都市線                                                                    | 平日始発 - 9時30分 | 上り全列車 | 中央林間寄り最後尾車両（10号車） | ○                      |
| 首都圏新都市鉄道                                  | つくばエクスプレス                                                            | 平日初電 - 9時 | 上り全列車 | つくば寄り先頭車両（1号車） | ○                      |
| 首都圏新都市鉄道                                  | つくばエクスプレス                                                            | 平日秋葉原駅を18時以降に発車する列車 | 下り全列車 | つくば寄り先頭車両（1号車） | ○                      |
| 相模鉄道※                                         | 相鉄本線・相鉄いずみ野線・相鉄新横浜線                                        | 横浜駅行き列車：平日横浜駅を7時 - 9時に到着する列車 JR線直通列車：平日大崎駅を7時20分 - 9時30分に到着する列車 東急東横線直通列車：平日始発 - 9時30分                                                          | 東急目黒線直通列車を除く上り全列車 ※JR線直通列車はJR線大崎駅、東急東横線直通列車は東京メトロ副都心線池袋駅で終了。                                                                  | 横浜駅行き列車・JR線直通列車：海老名・湘南台寄り最後尾車両（10両では10号車、8両では8号車） 東急東横線直通列車：新横浜寄り先頭車両（1号車）                   | ○                      |
| 京浜急行電鉄※                                     | 本線・久里浜線                                                                | 平日横浜駅を7時29分 - 8時26分に発車する列車 | 品川行特急 | 品川寄り先頭車両（始発駅→金沢文庫は8号車、金沢文庫→品川は12号車）                                                                                            | ○                      |
| 横浜市交通局 （横浜市営地下鉄）                   | ブルーライン                                                                  | 平日始発 - 9時 | 全列車 | 湘南台寄り先頭から4両目の車両（4号車） | ○                      |
| 名古屋市交通局 (名古屋市営地下鉄)                 | 東山線                                                                        | 平日終日 | 全列車 | 藤が丘寄り先頭から4両目の車両 | △                      |
| 名古屋市交通局 (名古屋市営地下鉄)                 | 名城線・名港線                                                                | 平日初電 - 9時 | 全列車 | 名古屋港・金山から大曽根方面行（名港線、名城線右回り）は先頭から4両目の車両、金山から新瑞橋方面行（名城線左回り）と名古屋港行（名港線）は先頭から3両目の車両 | △                      |
| 西日本旅客鉄道 （JR西日本）                       | 大阪環状線・桜島線（JRゆめ咲線）                                              | 毎日終日 | 普通（323系8両編成） | 内回り方向先頭から4両目の車両（4号車） | ○                      |
| 西日本旅客鉄道 （JR西日本）                       | 片町線（学研都市線）・JR東西線                                                | 毎日終日 | 全列車 | 大阪駅・北新地駅基準で尼崎寄り先頭から5両目の車両（5号車）                                                                                                   | ○                      |
| 西日本旅客鉄道 （JR西日本）                       | 東海道本線・山陽本線（JR京都線・JR神戸線・琵琶湖線）（草津駅 - 加古川駅）     | 毎日終日 | 普通（7両編成） | 大阪駅・北新地駅基準で尼崎寄り先頭から5両目の車両（5号車）                                                                                                   | ○                      |
| 西日本旅客鉄道 （JR西日本）                       | 福知山線（JR宝塚線）（尼崎駅 - 篠山口駅）                                     | 毎日終日 | 普通・快速（7両編成） | 大阪駅・北新地駅基準で尼崎寄り先頭から5両目の車両（5号車）                                                                                                   | ○                      |
| 西日本旅客鉄道 （JR西日本）                       | 阪和線                                                                        | 毎日終日 | 普通・区間快速（6両編成） | 和歌山寄り先頭から3両目の車両（3号車） | ○                      |
| 西日本旅客鉄道 （JR西日本）                       | 関西本線（大和路線）・和歌山線（JR難波駅 - 奈良駅・高田駅）                   | 毎日終日 | 普通・快速（6両編成） | JR難波駅・新大阪駅基準で久宝寺・奈良・高田寄り先頭から3両目の車両（3号車）                                                                                   | ○                      |
| 西日本旅客鉄道 （JR西日本）                       | おおさか東線                                                                  | 毎日終日 | 普通（6両編成） | JR難波駅・新大阪駅基準で久宝寺・奈良・高田寄り先頭から3両目の車両（3号車）                                                                                   | ○                      |
| 阪急電鉄                                          | 京都本線                                                                      | 平日朝ラッシュ時 | 通勤特急 | 大阪梅田寄り先頭から5両目の車両（5号車） | 〇                     |
| 阪急電鉄                                          | 宝塚本線（川西能勢口駅→大阪梅田駅）                                           | 平日朝ラッシュ時 | 通勤特急 | 宝塚寄り最後尾車両 | 〇                     |
| 阪急電鉄                                          | 神戸本線・神戸高速線                                                          | 平日朝ラッシュ時 | 通勤特急 | 新開地寄り先頭車両 | 〇                     |
| 京阪電気鉄道                                      | 京阪本線・鴨東線                                                              | 平日始発駅を初電 - 8時50分頃に発車する列車 | 特急 | 出町柳寄り先頭車両（1号車） | 〇                     |
| 阪神電気鉄道                                      | 本線（御影駅→大阪梅田駅）                                                     | 平日朝ラッシュ時 | 区間特急 | 大阪梅田寄り先頭から4両目の車両 | 〇                     |
| 近畿日本鉄道                                      | 奈良線                                                                        | 平日大阪難波駅を初電 - 9時30分頃に到着する列車 | 上り快速急行（10両編成） ※大阪難波駅で終了。 | 近鉄奈良寄り最後尾車両 | 〇                     |
| 南海電気鉄道                                      | 南海本線・空港線（和歌山市駅・関西空港駅→天下茶屋駅）                         | 平日天下茶屋駅を7時20分 - 8時30分に到着する列車 | 上り急行及び空港急行 | 4扉車・8両編成の難波寄り先頭から4両目の車両 | 〇                     |
| 南海電気鉄道                                      | 高野線・泉北線（橋本駅・和泉中央駅→天下茶屋駅）                               | 平日天下茶屋駅を7時20分 - 8時30分に到着する列車 | 上り急行及び区間急行 | 4扉車・8両編成の難波寄り先頭から4両目の車両 | 〇                     |
| 大阪市高速電気軌道 （Osaka Metro） 北大阪急行電鉄 | 御堂筋線・南北線                                                              | 平日終日 | 全列車 | なかもず寄り先頭から6両目の車両（6号車） | ○                      |
| 大阪市高速電気軌道 （Osaka Metro） 北大阪急行電鉄 | 谷町線                                                                        | 平日初電 - 9時 | 全列車 | 八尾南寄り先頭から3両目の車両（3号車） | ○                      |
| 神戸市交通局 （神戸市営地下鉄）                   | 西神・山手線・北神線                                                          | 毎日終日 | 全列車 | 谷上方面：先頭から3両目の車両 西神中央方面：先頭から4両目の車両                                                                                              | 〇                     |
| 神戸市交通局 （神戸市営地下鉄）                   | 海岸線                                                                        | 毎日終日 | 全列車 | 三宮・花時計前寄り先頭車両 | 〇                     |
| 神戸電鉄                                          | 有馬線・三田線・粟生線・神戸高速線                                            | 早朝時間帯を除く平日 | 4両編成の列車 | 新開地方先頭から3両目の車両 | 〇                     |
| 西日本鉄道                                        | 天神大牟田線                                                                  | 平日西鉄福岡（天神）駅を7時30分頃 - 9時00分頃に到着する列車 | 上り急行・特急（7両編成） | 大牟田寄り最後尾車両 | 〇                     |
| 熊本市交通局 （熊本市電）                         | 熊本市電A系統・B系統                                                          | 平日の7時頃～9時頃に運転する電車 | 2両編成の低床電車（9700形・0800形） | 進行方向の後方車両 | ○                      |

- ※は2005年5月9日より導入した事業者。

1. ↑  札幌市営地下鉄では、「女性専用車両」ではなく「女性と子どもの安心車両」と呼称している。
2. ↑  小学生以下の子供（男女とも）を同伴する男性保護者も利用可。
3. ↑  一部区間では女性専用車の設定がある編成が使用されない時間帯がある。
4. ↑  熊本市電では、「女性専用車両」ではなく「女性優先車両」と呼称している。

補足
- 東武鉄道では2005年6月20日に野田線、同年10月30日に東上線のうち東京メトロ有楽町線直通列車、2008年6月16日に東京メトロ副都心線直通列車、2006年3月27日には伊勢崎線のうち東京メトロ日比谷線直通列車に追加導入した。また、夜行列車においても女性専用車両を追加導入している。
- 西武鉄道では、2005年10月30日に東京メトロ有楽町線直通列車、2008年6月16日に東京メトロ副都心線直通列車にも追加導入した。なお、2013年3月16日ダイヤ改正で新宿線においては多摩湖線・拝島線萩山駅での連結作業を取りやめたため、同月15日をもって多摩湖線では設定を終了し、同月18日から拝島線に導入した[116]。
- 東京急行電鉄では、2005年7月25日から東横線に平日の特急・通勤特急・急行の8号車（横浜寄り先頭車両）に終日導入したが、約1年後の2006年7月18日より設定内容を変更し、副都心直通に際して2013年3月18日に再び変更された。詳しくは記事「東急東横線」の「女性専用車両」の項を参照。
- JR東日本では、2005年9月5日に中央線快速に、2006年5月15日に常磐線各駅停車に、同年11月20日に総武線各駅停車に追加導入した。また、JR東日本は新潟支社においても、「らくらくトレイン長岡」及び「らくらくトレイン村上」において2004年3月13日より6両のうち1両を「レディースカー」として女性専用としていた（いずれも使用車両の485系からE653系への変更に合わせて、実施を取りやめている）。夜行ではない座席定員制の列車としては珍しい取り組みである。
- 東京メトロでは、2005年10月30日に有楽町線、2006年3月27日に日比谷線、同年5月15日に千代田線に、同年11月20日に東西線に、2008年6月16日に副都心線に追加導入した。いずれの路線も設定位置が先頭車両又は最後部車両となっている。同社は構内の階段が前後にしかない場合が多く、日比谷線のように駅の前後において混雑が激しいことから導入以前より車両更新に伴って一部列車の前後2両を5扉車に変更しており、上述のように混雑平準化との兼ね合いを述べたこともある[22]。
- 小田急電鉄の列車のうち、箱根登山線箱根湯本駅始発で該当時間に新宿駅に到着するものについては、風祭駅での旅客の乗降が2008年3月14日まで女性専用車両に設定される最後尾車両（1号車）でしかできなかったことから、同線内では女性専用車両の設定はなく、小田原駅からの小田急線内で女性専用車両としていた。同月15日以降は一般車両の箱根登山線内乗り入れは4両編成（7 - 10号車）に限定されたため、女性専用車両の表示がされている車両が箱根登山線内に乗り入れることはなくなっている。
  - 2018年3月16日まで存在した朝ラッシュ時の江ノ島線片瀬江ノ島駅始発新宿行き急行についても、藤沢駅からの実施とされていた。
- 神戸市交通局（神戸市営地下鉄）海岸線では、編成が4両と短い上に終日設定で導入されているが、元々ラッシュ時でもそれほど混雑しないので最近[いつ?]は特に問題視されていない。ただし、沿線でのイベント開催による混雑時には設定を解除しているため、その期間は痴漢対策効果がない。
- 2006年には、3月20日から東京臨海高速鉄道りんかい線において平日朝のラッシュ時のJR埼京線からの直通列車に加えて平日朝のラッシュ時の大崎駅折り返し列車及び平日深夜の下り列車にも導入、同月27日からは東京メトロ日比谷線並びに東武伊勢崎線からの直通列車にも新たに導入された。そして5月15日からは東京メトロ千代田線と常磐線各駅停車でも導入された他、小田急線でも千代田線直通の準急に追加導入した。同年11月20日からは総武線各駅停車（中央線御茶ノ水以西は未実施）と東京メトロ東西線・東葉高速鉄道東葉高速線に、翌12月11日からは都営新宿線の車両にも設定された。
- 名古屋市交通局（名古屋市営地下鉄）東山線では、2015年4月1日よりそれまで平日の始発 - 9時と17時 - 21時に設定していたものを平日の終日に拡大した。
- 相鉄線では、2019年11月までは横浜方から4両目に女性専用車両を設定していたが、新たに直通運転を開始するJR埼京線に合わせて2019年11月30日より[注釈 10]設定車両を海老名・湘南台方の先頭車[注釈 11]に変更した。この時同時に後述する設定の縮小も行われた[117]。2023年3月18日の東急線との直通運転開始後は、東横線に直通する列車のみ東横線と同じ1号車に変更され、行先により同一方向で設定号車が逆となる初の事例となった。

#### 縮小・廃止
- 東急東横線とみなとみらい線は、2005年7月25日から平日の特急・通勤特急・急行に終日導入していたが、菊名駅や元町・中華街駅などにおける問題や終日設定に批判があり、翌2006年7月18日から設定時間帯を平日始発 - 10時と渋谷駅を17時以降に発車する元町・中華街方面行に縮小し、合わせて設定車両も横浜寄り先頭車（8号車）から中程（5号車）に移動した[72]。2013年3月18日からは、16日からの東京メトロ副都心線直通にあわせて設定時間の再縮小を行い、設定車両を渋谷寄りの先頭車（1号車）へと再移動した（ただし、実施列車については各駅停車を含む全列車へ拡大された）[95]。
- 東京メトロ東西線は、当初は朝のラッシュ時のB線（西船橋→中野方面）全線で女性専用車両を設定していたが、大手町駅での混雑による危険性から、2006年11月29日より同駅までの実施に短縮された[118][119]。
- JR中央線快速電車は、2005年9月5日から平日朝の東京駅行き列車に導入し、その際直通運転の関係で青梅線、八高線、富士急行線においても中央線快速直通列車に限り導入されたが、2007年3月17日ダイヤ改正で分割編成が東京方から6両+4両に変更されたため、同月16日をもって4両編成で運転される八高線、青梅線の奥多摩 - 青梅間及び直通先の富士急行線の中央線快速直通列車は設定を終了した。代わって同月19日から6両編成で運転される五日市線の中央線快速直通列車に導入されたが、2022年3月12日ダイヤ改正で五日市線の中央線快速直通列車が運転を終了したため、同月11日をもって五日市線においても設定を終了し、以降10両編成未満で運転される区間での設定はなくなっている。
- 阪神本線は、平日朝ラッシュ時の上りのみで運転されている区間特急において女性専用車両を設定していたが、2009年3月20日の近鉄線との直通運転開始に伴うダイヤ改正で区間特急の始発駅が三宮駅から青木駅に変更され[120]、実施区間が短縮された。その後、2016年3月19日のダイヤ改正で御影駅始発に延長されている[121]。
- JR西日本のうち京阪神緩行線系統などでは、7両編成の電車（現在は207系・321系）の5号車を一部区間除き女性専用車両としていたが、2016年3月26日のダイヤ改正で湖西線（山科駅 - 近江舞子駅間）への乗り入れがなくなり、2021年3月13日のダイヤ改正で琵琶湖線においても乗り入れ区間が野洲駅までから草津駅までに短縮されたため、女性専用車両についても当該区間において設定を終了した。
- 相鉄線は、横浜着7時 - 9時30分と横浜発18時以降の全列車で女性専用車両を設定していたが、JRとの直通運転を開始するにあたり横浜発の列車の混雑緩和が見込まれるとして2019年11月30日より[注釈 12]横浜着9時00分以降と夕方の女性専用車両を廃止した[117]。2023年3月18日の東急線との直通運転開始により、東横線に直通する列車においては東横線に合わせる形で始発からに拡大される一方で、直通開始の時点で導入していない目黒線に直通する列車においては相鉄線内においても設定しない形となったため、目黒線直通に置き換えられる列車の分は縮小する形になる。
- 阪急京都線は、2002年より平日の特急・通勤特急に終日女性専用車両を設定していたが、2022年12月17日のダイヤ改正より特急における取り扱いを廃止した（ただし朝の通勤特急においては継続）。

## その他

### 特急列車
- 特急「サンダーバード」「くろしお」「らくラクはりま」：2007年10月1日より「サンダーバード」・「くろしお」で女性専用席の導入。背景としては、「サンダーバード」車内で滋賀電車内駅構内連続強姦事件が発生したことがきっかけとなっている。「らくラクはりま」は2019年の運行開始当初から導入されている。初期の「くろしお」系統（当時は名称統一前）の中、海南・和歌山始発終着の車両には設定されていなかったが、指定席車両の増加（自由席車両の減少）と同時に設定された為、現在は全ての車両に設置されている。2011年9月17日より平成23年台風第12号の影響により「オーシャンアロー」「スーパーくろしお」「くろしお」に設定している女性専用席は中止になったが、同年12月3日に再開した[122]。
- 特急「WEST EXPRESS 銀河」：2020年9月11日に運転開始。2号車が女性席となっており、車内には女性専用の更衣室やトイレが設置されている。1号車（グリーン車）を利用する男性の通り抜けは可能。

### 夜行列車
上記のような通勤列車の他に、夜行列車においても女性専用席・車両が設定される事例がある。これは就寝中の安全とプライバシー確保に配慮したもので、普通車指定席と開放式B寝台が対象となっていたが、夜行列車自体の縮小によりJRの定期列車では設定がなくなっている。
1990年3月に寝台特急「あかつき」（2008年3月廃止）の「レガートシート」（普通車指定席）の一部が女性専用とされたのが始まりである。かつては寝台特急「ゆうづる」「はくつる」などに「レディースカー」と呼ばれるものもあった。
急行「はまなす」のB寝台車・普通車指定席とカーペットカーの一部、快速「ムーンライトえちご」・「ムーンライト信州」の普通車指定席にも女性専用席が設定されていたが、夜行列車自体の廃止により設定もなくなっている。
なお、私鉄では唯一夜行列車を運行する東武鉄道の「尾瀬夜行」「スノーパル」に設定されていた。この2列車は全車両が座席指定制を採用している関係で、1両を女性専用車両に充当していたが、使用車両が500系「リバティ」になってからは一部の運転日を除き設定がなくなっている。
女性専用車席が設置されていた列車
- まりも…指定席車および寝台車には女性専用席が設置されていた。
- ドリームにちりん…2号車（指定席車）の一部は女性専用席とされた。
- あかつき・彗星・なは…レガートシート（指定席車）を連結。
- あけぼの…1号車（指定席車・レディースゴロンとシート）に連結。
- いしづち…1号車（指定席車）の一部は女性専用席とされた。2010年設定廃止。
- らくらくトレイン…「らくらくトレイン信越」は2015年まで、「らくらくトレイン村上」は2014年まで「レディースカー」が設定されていた。

### 鉄道連絡船
1988年（昭和63年）まで運航されていた青函連絡船にも「婦人室」があり、グリーン船室と普通船室の両方に備えられていた。

### 路線バス
路線バスにも、以下のように「女性専用バス」が設定されている。
- 南国交通：鹿児島中央駅 - （天文館 - 鹿児島駅 - 早馬 - 上花棚） - 吉田インター前 ※金曜日の最終便のみ。2台運行で前の1台が女性専用車となる。
- ジェイ・アール北海道バス：「新13」系統（平日朝に新札幌駅行1本）・「新16」系統（同）・「55-1」系統（平日朝にJR札幌駅行き2本）において女性専用バスを運行していた。車内に芳香剤と化粧直し用の鏡を数個設置。運転手は女性が勤めた。女性専用バスの数分後に通常のバスが運行されるダイヤとなっていた。2012年12月1日ダイヤ改正で廃止された[123]。
- 京都交通：洛西バスターミナル - 桂駅東口 2004年5月31日廃止
- ゆうゆうバス (熊本市)：並建－健軍（主な停留所:並建－田崎橋－交通センター－通町筋－水前寺公園前－県庁前－自衛隊前－健軍四ツ角）・田崎車庫－健軍（主な停留所:田崎車庫－田崎橋－交通センター－通町筋－水前寺公園前－神水町－健軍電停前）

### 高速バス

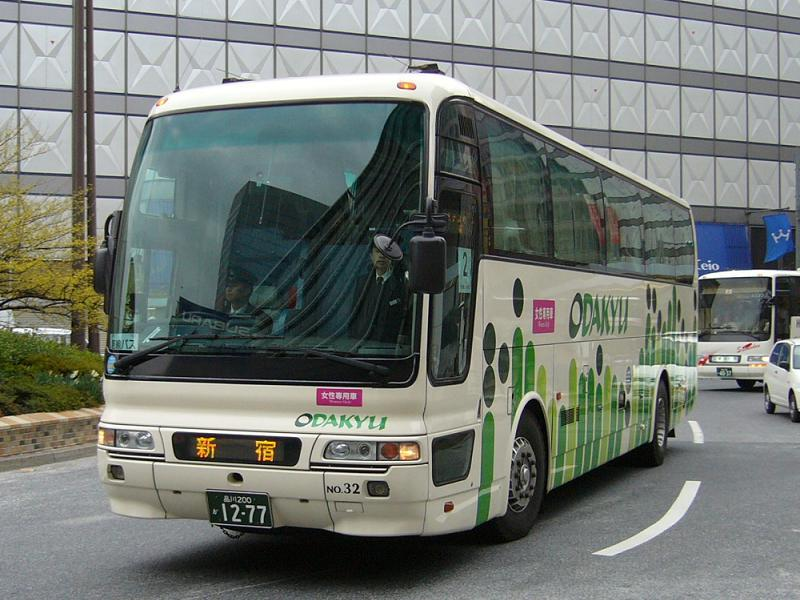
小田急シティバス「ルミナス」（行先に「女性専用」を表示している他、女性専用車であることを表すステッカーを掲出している。2006年3月25日、新宿駅西口にて撮影）

高速バスの中にも、主に夜行長距離バスにおいてこのような形態のバスを運行している路線がある。高速バスの場合、1車両当たりの定員が少ないことから、1台をそのまま女性専用車として運行されることもある。また、1台の一部を女性専用席としていることもある。

#### 女性専用車
- JRバス関東・西日本JRバス：東京駅・新宿駅 - 京都駅・大阪駅「レディースドリーム号」
- JRバス関東：東京駅 - 水戸駅・常陸太田・勝田（昼行便）
- JR東海バス：東京 - 名古屋「青春レディースドリームなごや号・レディースドリームなごや号」
- 弘南バス：東京（上野） - 弘前・青森「パンダ号」
- 北海道中央バス・くしろバス・阿寒バス：札幌 - 釧路「スターライト釧路号」

以下は時期限定。
- 小田急バス：東京（新宿） - 秋田「フローラ号」（2001年7月20日 - 8月31日・12月25日 - 2002年1月7日）
- 京王バス東・神姫バス：東京（新宿・渋谷） - 神戸（三宮）・加古川・姫路「プリンセスロード号」（年末年始、GW、お盆などに運行）[124]
- 一畑バス・中国JRバス：東京（新木場・東京駅・渋谷） - 松江・出雲「スサノオ号」（年末年始、GW、お盆などに運行）
- 小田急シティバス・下津井電鉄：東京（新宿） - 津山・真庭（落合）・岡山・倉敷「ルミナス号」[125]
- 阪急バス・一畑バス・中国JRバス：大阪（梅田・新大阪） - 松江・出雲「くにびき号」（年末年始、GW、お盆などに運行、昼行便）
- 富士急行・京王バス：東京（新宿） - 河口湖　2010年6月18日 — 7月16日(新宿発最終便のみ)
- 弘南バス：東京(品川) - 弘前「ノクターン号」2008年9月30日まで
- 西鉄バス・宮崎交通・九州産交バス・JR九州バス：福岡 - 宮崎線 2011年4月13日廃止
- 西鉄バス：東京(新宿) - 博多「博多の女」2006年夏まで
- 平和交通：東京 → 成田空港「THEアクセス成田」成田空港行き深夜便のみ
- JRバス東北：東京(新宿) - 仙台「レディースドリーム政宗号」2008年2月29日まで
- JRバス中国：大阪 - 広島「山陽道昼特急広島号」「山陽ドリーム広島号」現在は廃止
- 九州急行バス：博多 - 長崎「九州号」2010年3月28日まで

他

#### 女性専用席
- 京王バス東・フジエクスプレス・富士急山梨バス：東京（新宿） - 河口湖・富士吉田（富士山駅）・山中湖・平野・本栖湖「中央高速バス」（昼行便）
- 京王バス東・フジエクスプレス・富士急山梨バス：八王子（南大沢）・多摩（多摩センター・聖蹟桜ヶ丘） - 富士吉田（富士山駅）・河口湖「中央高速バス」（昼行便）
- 京王バス東・フジエクスプレス・富士急山梨バス：東京（新宿） - 富士山三合目・富士山五合目「中央高速バス」（昼行便）
- 京王バス東・富士急平和観光・山梨交通：東京（新宿） - 甲府「中央高速バス」（昼行便）
- 京王バス東・山梨交通：東京（新宿） - 南アルプス市・身延「中央高速バス」（昼行便）
- 山梨交通：東京（新宿） - 北杜（白州）「中央高速バス」（昼行便）
- 京王バス東・フジエクスプレス・山梨交通・アルピコ交通・JRバス関東：東京（新宿） - 上諏訪・下諏訪・岡谷「中央高速バス」（昼行便）
- 京王バス東・フジエクスプレス・山梨交通・アルピコ交通・JRバス関東：東京（新宿） - 茅野「中央高速バス」（昼行便）
- 京王電鉄バス・フジエクスプレス・山梨交通・伊那バス・信南交通：東京（新宿） - 伊那・駒ヶ根「中央高速バス」（昼行便）
- 京王電鉄バス・フジエクスプレス・アルピコ交通・伊那バス・信南交通：東京（新宿） - 飯田「中央高速バス」（昼行便）
- 京王電鉄バス・アルピコ交通：東京（新宿） - 松本「中央高速バス」（昼行便）
- 京王バス東・アルピコ交通：東京（新宿） - 大町・白馬「中央高速バス」（昼行便）
- 京王バス東・おんたけ交通：東京（新宿） - 塩尻・木曽福島「中央高速バス」（昼行便）
- 京王電鉄バス・濃飛乗合自動車：東京（新宿） - 高山「中央高速バス」（昼行便）
- 京王バス東・名鉄バス：東京（新宿） - 中津川・恵那・多治見・名古屋「中央高速バス」「中央道高速バス」（夜行便のみ）
- 京浜急行バス・日本交通・日ノ丸自動車：東京（品川・浜松町） - 鳥取・倉吉「キャメル号」
- 京浜急行バス・日本交通・日ノ丸自動車：東京（品川・浜松町） - 米子「キャメル号」
- 中国JRバス・石見交通：東京（新木場・東京駅・新宿） - 庄原・三次・浜田・益田・津和野「いわみエクスプレス」
- 中国JRバス：東京（新木場・東京駅・新宿）・横浜 - 赤磐・岡山・倉敷「京浜吉備ドリーム号」 - 4列スタンダードシート（ダブルデッカーの1階部分）に設定（車両検査等によりスーパーハイデッカーで運行する場合は設定なし）。
- 小田急シティバス・中国JRバス：東京（新木場・東京駅・新宿） - 東広島（西条）・広島「ニューブリーズ号」 - 3列シート（スーパーハイデッカー・ハイデッカー）の最前列3席。
  - JRバス中国・防長交通：東京(新木場) - 宇部新川「ニューブリーズ号」特別便のみ。2014年5月7日まで
- 中国JRバス：名古屋 - 米子・松江・出雲「出雲・松江・米子ドリーム名古屋号」
- 名鉄バス・アルピコ交通：名古屋 - 松本「中央道高速バス」（昼行便）
- 名鉄バス・アルピコ交通：名古屋 - 長野「中央道高速バス」（昼行便）
- JR東海バス・中国JRバス：名古屋 - 庄原・三次・広島「セレナーデ号」
- JRバス中国：出雲市 - 名古屋「出雲・松江・米子ドリーム名古屋号」
- JR東海バス・西日本JRバス：静岡 - 神戸(三宮)「京阪神ドリーム静岡号」2017年3月31日まで
- JR東海バス・JRバス中国：名古屋 - 広島「広島ドリーム名古屋号」
- 西日本鉄道・宮崎交通・九州産交バス）・JR九州バス：福岡 - 宮崎線] 2014年7月18日から
- 西鉄バス：東京(新宿) - 博多「はかた号」
- 遠鉄バス：浜松 - 横浜 - TDL「横浜イーライナー」
- 名鉄バス・西鉄バス：名古屋 - 博多「どんたく号」
- 西武バス、越後交通、新潟交通：東京(新宿) - 新潟「東京 - 新潟線」2017年11月1日まで
- JRバス関東：東京(新宿) - 高峰高原「佐久・小諸号」
- JRバス関東・西日本JRバス：東京 - 大阪「東海道昼特急号」
- JRバス中国：TDL - 出雲市「スサノオ号」繁忙期のみ。2009年以降は設定なし
- 北都交通・宗谷バス：札幌 - 稚内「特急わっかない号」
- 豊鉄バス・関東バス：東京(練馬) - 田原「ほの国号」夜行便のみ
- 西日本JRバス・JR四国バス：京都 - 松山「京阪神ドリーム松山号」
- 東急バス：：渋谷駅→青葉台駅「ミッドナイト・アロー」

他

#### 女性優先・優先予約席
- 東濃鉄道・JRバス関東：東京(新宿) - 可児「中央ライナー可児号」
- JRバス関東・会津乗合自動車：TDL - 喜多方「夢街道会津号」夜行便
- JRバス関東：東京 - 知多半田「知多シーガル号」

### 都市間ツアーバス
都市間ツアーバスの中にも、主に夜行長距離バスにおいてこのような形態のバスを運行している路線がある。都市間ツアーバスの場合、1車両当たりの定員が少ないことから、1台をそのまま女性専用車として運行されることもある。また、1台の一部を女性専用席としていることもある。

#### 女性専用車
- WILLER TRAVEL：TDR・東京（品川・新宿） - 福島・仙台「WILLER EXPRESS（ボーテ・ボーテ4）」
- WILLER TRAVEL：TDR・横浜・東京（新宿） - 長岡・燕三条・新潟「WILLER EXPRESS（ボーテ・ボーテ4）」
- WILLER TRAVEL：TDR・東京（新宿） - 富山・高岡・金沢「WILLER EXPRESS（ボーテ・ボーテ4）」
- WILLER TRAVEL：TDR・東京（新宿）・横浜 - 名古屋「WILLER EXPRESS（ボーテ・ボーテ4）」
- WILLER TRAVEL：TDR・東京（新宿）・横浜 - 京都・大阪（梅田・なんば）「WILLER EXPRESS（ボーテ・ボーテ4）」
- 平成エンタープライズ：志木・東京（新宿・東京駅）・横浜 - 京都・大阪（梅田・なんば）「VIPライナー（プルメリア号）」
- 平成エンタープライズ：さいたま新都心・東京（新宿・東京駅） - 京都・大阪（梅田・なんば）「VIPライナー（プルメリアグランデ号）」
- 平成エンタープライズ：さいたま新都心・東京（王子・東京駅）・横浜 - 京都・大阪（梅田）・神戸（三宮）「VIPライナー（プルメリアグランデ号）」
- 平成エンタープライズ：さいたま新都心・東京（新宿・渋谷） - 京都・大阪（梅田・なんば）「VIPライナー（チェリッシュ号）」
- 平成エンタープライズ：TDR・東京（東京駅・新宿） - 名古屋「VIPライナー（チェリッシュ号）」
- オーケー商事：東京（池袋・新宿）・横浜 - 京都・大阪（梅田・天王寺）「ブルーライナー（女性専用車）」
- さくら観光：TDR・東京（東京駅・新宿・渋谷） - 富山・高岡・金沢「アットライナー（女性専用）」
- さくら観光：東京（東京駅・新宿・渋谷）・横浜 - 京都・大阪（梅田）「アットライナー（女性専用）」

#### 女性専用席
- 平成エンタープライズ：さいたま新都心・東京（東京駅・新宿） - 富山・高岡・金沢「VIPライナー（VIPクラス）」
- アップオン・ラド観光・グッドアライアンス：東京（新宿）・横浜 - 京都・大阪「夜行バスネットワーク」…ダブルデッカーの2階部分を全て女性専用席に設定